# Mirongo
Mirongo è una circoscrizione urbana (urban ward) della Tanzania situata nel distretto di Nyamagana, regione di Mwanza. Conta una popolazione di 2 925 abitanti (censimento 2012).